# Alexander Ushiña
Alexander Xavier Ushiña Goyes (Quito, Pichincha, Ecuador; 26 de agosto de 1996) es un futbolista ecuatoriano que juega como volante ofensivo y su equipo actual es Liga de Portoviejo de la Serie B de Ecuador. Es hermano gemelo del también futbolista Kevin Ushiña.

## Trayectoria
Alexander al igual que su hermano Kevin se inició en el fútbol cuando tenía cinco años, en una guardería de la ciudad de Quito. Después formó parte de la escuela Leonardo Ipiales, de la Selección de Pichincha, y de los clubes Aucas, Universidad Católica y América de Quito.
En el 2016 pasa al plantel principal del América de Quito, con el cual consiguió el ascenso a la Serie A para la temporada 2019, pero al no tener continuidad en el cuadro cebollita, es cedido a préstamo a Liga de Portoviejo a mediados de ese mismo año, club con el cual consigue el ascenso a la Serie A del fútbol ecuatoriano para la temporata 2020 al quedar subcampeón de la Serie B 2019.

## Clubes
| Club                        | País    | Año         |
| --------------------------- | ------- | ----------- |
| Universidad Católica        | Ecuador | 2015 - 2016 |
| América de Quito            | Ecuador | 2016 - 2019 |
| Liga de Portoviejo (cedido) | Ecuador | 2019 - act. |

## Palmarés

### Campeonatos nacionales
| Título                              | Club               | País    | Año  |
| ----------------------------------- | ------------------ | ------- | ---- |
| Subcampeón de la Serie B de Ecuador | América de Quito   | Ecuador | 2018 |
| Subcampeón de la Serie B de Ecuador | Liga de Portoviejo | Ecuador | 2019 |